# Triarii (Musikprojekt)
Triarii ist ein Einmann-Musikprojekt aus dem Genre des Martial Industrial, dessen Name sich von den Elitesoldaten der römischen Schlachtordnung, den Triariern, herleitet. Für die Musik zeichnet Christian Erdmann verantwortlich. Über das Label Eternal Soul Records erscheinen die Tonträger von Triarii. Charakteristisch für den Stil des Projekts ist der pathetisch-erhabene Klang der Musik und der Einsatz von Samples. Erdmann selbst steuert nur vereinzelt (stark verzerrten) Gesang bei; sein Ziel sei es laut eigener Aussage, „irgendwann in vollkommener Megalomanie aufzugehen“.

## Bandgeschichte
Nach längerer musikalischer Vorarbeit stieß Christian Erdmann mit dem künstlerischen Gesamtkonzept Triarii 2004 beim Berliner Musiklabel Eternal Soul auf Wohlwollen. Dort erschien alsbald die erste Single Triumph, die bereits den klassischen Martial-Industrial-Klang aufwies: „Auf der einen Seite monoton-ryhthmische [sic!] Atmosphäre, majestätisch und düster, auf der anderen eine eingängige Collage, die sich ausgiebiger Sprachsamples bedient“.
Mit Ars Militaria erschien im Folgejahr neben der zweiten Single Imperivm das erste Vollzeitalbum, mit dem Erdmann einen klaren Schritt in Richtung Filmmusik machte (Anthem from the Iron Flame, Europe in Flames), gleichzeitig aber auch seine Thematisierung antiker Kriegsgeschichte begann (Legio VI Ferrata). Der Titel Son of the Sun verweist auf das gleichnamige Buch Savitri Devis. Rezensenten kritisierten den sich durch das gesamte Album ziehenden, „ungebrochene[n] Bombast“. Zu dem Lied Mother of Pain entstand 2008 ein argentinischer Kurzfilm über deutschen Expressionismus und avantgardistische Ästhetik.
Der Nachfolger Pièce Héroique erschien 2006 am 8. Mai. Neben diversen sehr martialischen Stücken (On Wings of Steel, Heaven and Hell) erweiterte Erdmann auf diesem Album die stilistische Bandbreite seines Projekts. Victoria erinnert leicht an die Musik der Mittelalterszene, während Roses 4 Rome ein lupenreines Neofolk-Stück ist. Letzteres ist besonders hervorzuheben, da dieses Lied unter Mithilfe von Tomas Pettersson von Ordo Rosarius Equilibrio entstand – eine Kollaboration, die 2009 in das gemeinsame Projekt TriORE mit dem Album "Three Hours" münden sollte.
2008 erschien das Album Muse in Arms, laut Erdmann „klanglich wesentlich klarer, etwas filigraner und musikalisch weitaus gereifter als die Veröffentlichungen zuvor“. Im direkten Vergleich erscheint das Album weniger kriegerisch; die Kompositionen sind vielfach von klassischen (Sonnenwalzer) wie auch unheilsschwangeren, ambientartigen (Wir kommen wieder) Elementen dominiert. Während vorangegangene Veröffentlichungen sich stets in der Deutung des von ihnen thematisierten Zeitraums nicht genau eingrenzen ließen, hebt Muse in Arms klarer auf die Konflikte des 20. Jahrhunderts ab. So werden beispielsweise in dem Lied Fatalist Samples aus dem Propagandafilm Ein Lied vom Stahl der Deutschen Arbeitsfront verwendet. Das :Ikonen:-Magazin Marcus Stigleggers hingegen interpretierte das Album als musikalischen „Essay über den Sonnenkult“. Muse in Arms wurde in der Szene überwiegend sehr positiv aufgenommen; laut einer Rezension setzten sich Triarii damit gar „nunmehr an der Spitze einer Bewegung fest, die ihr Heil in einer Art Aufbruch zur Rückbesinnung sucht“.

## Kritik
Triarii wird gelegentlich Rechtsextremismus sowie Kriegsverherrlichung vorgeworfen. Diesbezügliche Kritikpunkte sind beispielsweise die Lieder Der Verwundete (In Memoriam Arno Breker) und Son of the Sun (beide auf Ars Militaria): Während ersteres Lied sich auf eine Skulptur des nationalsozialistischen Bildhauers Arno Breker von 1938 bezieht, ist zweiteres von einem gleichnamigen Buch der neonazistischen Esoterikerin Savitri Devi inspiriert. Auch der Liedtitel The inevitable Farewell of Democracy (auf Pièce Héroique), das Coverbild von Muse in Arms oder das Bandmotto „Vivere militare est“ erscheinen provokativ.
Christian Erdmann selbst äußerte sich in Interviews mehrfach ablehnend gegenüber der Funktion von Kunst als „Instrument einer politischen Motivation“; Kunst müsse mit Provokationen arbeiten, „um auf Dinge aufmerksam zu machen oder zum Denken anzuregen“. Im Beiheft des Albums Muse in Arms findet sich außerdem folgende Widmung:

“Muse in Arms is dedicated to all narrow minded people
to all those, who are afraid of asking questions
and those, who are even more afraid of receiving answers
Art is never only left or right
nor is it only black and white
Life is not that simple”

„Muse in Arms ist allen engstirnigen Leuten gewidmet
allen, die Angst haben, Fragen zu stellen
 und denen, die noch mehr Angst haben, Antworten zu erhalten
 Kunst ist niemals nur links oder rechts
noch ist sie nur schwarz und weiß
Das Leben ist nicht so simpel“

## Diskografie
- 2004: Triumph (7" Single; Eternal Soul)
- 2005: Ars Militaria (Eternal Soul)
- 2005: Imperivm (7" Single; Eternal Soul)
- 2006: Pièce Héroique (Eternal Soul)
- 2008: Muse in Arms (Eternal Soul)
- 2008: We Are One (7" Single; Eternal Soul)
- 2011: W.A.R.[12] (7" Single; Eternal Soul)
- 2011: Exile (EP; Eternal Soul)